# Bernard Fergusson
Bernard Edward Fergusson, barone Ballantrae (6 maggio 1911 – Londra, 28 novembre 1980), è stato un generale, storico e politico britannico.

## Biografia
Fergusson era il terzo figlio, e quartogenito, di Sir Charles Fergusson, VII baronetto, e di sua moglie, Lady Alice Mary Boyle, figlia di David Boyle, VII conte di Glasgow. Entrambi i suoi nonni erano stati in precedenza governatori della Nuova Zelanda e suo padre aveva servito come governatore generale.
Sposò, il 22 novembre 1950, Laura Margaret Grenfell (14 aprile 1920-1979), figlia del tenente colonnello Arthur Morton Grenfell. Ebbero un figlio:
- George Duncan Raukawa Fergusson (30 settembre 1955)[2]

## Carriera
Fergusson studiò all'Eton e a Sandhurst. A Sandhurst, entrò nel Black Watch come sottotenente il 27 agosto 1931. È stato promosso a tenente il 27 agosto 1934. Servì in Palestina e divenne aiutante di campo del generale Wavell, quindi un maggior generale comandante della II divisione di fanteria, l'11 marzo 1937. Nel mese di ottobre 1937, era in distacco alle Green Howards. È stato promosso al grado di capitano il 27 agosto 1939, pochi giorni prima lo scoppio della seconda guerra mondiale.
Nel 1940, Fergusson era in servizio come Brigata maggiore per la 46ª Brigata di fanteria, prima di diventare un ufficiale generale in Medio Oriente. Nell'ottobre del 1943 è stato promosso a generale di brigata e gli venne dato il comando della 16ª brigata di fanteria che è stato convertito in un corpo di formazione per le operazioni nelle giungle profonde della Birmania, incarico che mantenne fino al 1944, prima di diventare direttore delle operazioni combinate (1945-1946). Dopo la guerra, ha ricoperto diversi incarichi, tra cui il comando del famoso 1º Battaglione, Black Watch. Fu promosso a tenente colonnello il 1º luglio 1951, tenente colonnello il 5 marzo 1952 e a colonnello il 6 maggio 1952. Si ritirò il 13 dicembre 1958, con il grado onorario di brigadiere.

### Mandato in Palestina
Nel 1946, dopo non essere riuscito ad entrare in parlamento, tornò in Palestina e ricoprì diverse posizioni all'interno della polizia e delle forze paramilitari. In un primo momento ha prestato servizio come comandante del "Mobile Police Force", un'unità di polizia di 2.000 soldati britannici, che è stata utilizzata come una forza d'attacco contro l'insurrezione ebraica. Entro la fine del 1946 il corpo è stato sciolto, per ordine del comandante della polizia palestinese, il colonnello William Nicol Gray. Fergusson è stato nominato comandante di una scuola di polizia che avrebbe dovuto essere creato in Jenin, ma ben presto è stato nominato da Gray come "assistente speciale del comandante della polizia".
Fergusson, su suggerimento di Gray, creò un'unità speciale per combattere gli insorti ebrei. Questa unità doveva includere ex soldati che avevano servito nelle forze speciali britanniche durante la guerra. Gray accettò l'idea e ordinò la creazione di due squadre, i cui membri erano stati scelti tra i poliziotti palestinesi ed ex soldati della SAS. Una squadra avrebbe operato a Haifa e nel nord del paese, mentre la seconda squadra avrebbe operato nella zona di Gerusalemme. L'eroe di guerra Roy Farran è stato nominato comandante della seconda squadra. Il 6 maggio 1947, unità di Farran arrestò il sedicenne Alexander Rubowitz, che stava appiccicando manifesti per l'organizzazione ebraica sotterraneo Lehi. Rubowitz venne torturato per costringerlo a dire i nomi dei membri dell'organizzazione, ma non sopravvisse alle torture. Il suo corpo venne gettato e mai trovato. I sospetti di un coinvolgimento di Farran sorsero dopo che un cappello di feltro grigio, che portava un distintivo compatibile con il suo, è stato trovato vicino all'angolo di strada dove Rubowitz è stato visto essere spinto giù da una macchina.
Nel 2004 venne rivelati dei documenti segreti britannici che comprendeva una dichiarazione di Fergusson, scritta al momento della manifestazione, in cui Farran confessò l'omicidio. Fergusson poi riferì l'accaduto a Gray.
Gray era riluttante ad agire contro Farran, credendo di poter utilizzare alcune informazioni confessate da Rubowitz per eliminare il Lehi da Gerusalemme. Gray credeva che l'arresto di Farran avrebbe rovinato questi sforzi. Mentre Gray era in congedo in Inghilterra, deliberando la CID comandante Arthur Giles, ordinò un'inchiesta sulle azioni di Farran. Farran fuggì in Siria per evitare l'arresto, ma è stato convinto da Fergusson a ritornare volontariamente. Fuggì dalla custodia ed è andato in Giordania prima ancora di tornare di sua spontanea volontà. Fu portato in giudizio in un tribunale militare britannico a Gerusalemme.
Al processo di Farran, Fergusson si rifiutò di testimoniare. Dopo il processo, che si è concluso con l'assoluzione di Farran, Fergusson è stato sollevato dal suo incarico in Palestina e tornò in Gran Bretagna.

### Suez
Gerald Templer rimase colpito dalla performance di Fergusson in Birmania e durante la crisi di Suez è stato messo a capo della guerra psicologica componente del programma della Gran Bretagna per riprendersi il canale di Suez e rovesciare Nasser. La vasta campagna di propaganda di Fergusson è stato quello di progettato un uso spietato della forza aerea contro Alessandria tuttavia questo piano era molto diverso da quello che è stato poi montato e di conseguenza la guerra psicologica è stata quella di aver avuto poco effetto sull'opinione pubblica o morale egiziana.

## Governatore generale della Nuova Zelanda
Nel 1962 è stato nominato Governatore generale della Nuova Zelanda, carica che mantenne fino al 1967. Nel 1972 venne nominato Barone Ballantrae, di Auchairne nella Contea di Ayrshire.
Lord Ballantrae servì come Rettore dell'Università di St Andrews (1973-1980).

## Ascendenza
|                                         |                   |                                                 | Genitori                                                                |  |  | Nonni |  |  | Bisnonni                                    |  |  | Trisnonni                         |  |
|                                         |                   |                                                 |                                                                         |  |  |       |  |  | 8. Charles Dalrymple Fergusson, V baronetto |  |  | 16. James Fergusson, IV baronetto |  |
|                                         |                   |                                                 |                                                                         |  |  |       |  |  | 8. Charles Dalrymple Fergusson, V baronetto |  |  | 16. James Fergusson, IV baronetto |  |
|                                         |                   | 17. Jean Dalrymple                              |                                                                         |  |  |       |  |  | 8. Charles Dalrymple Fergusson, V baronetto |  |  |                                   |  |
| 4. James Fergusson, VI baronetto        |                   |                                                 |                                                                         |  |  |       |  |  | 8. Charles Dalrymple Fergusson, V baronetto |  |  |                                   |  |
|                                         |                   | 9. Helen Boyle                                  | 18. David Boyle                                                         |  |  |       |  |  |                                             |  |  |                                   |  |
|                                         |                   | 9. Helen Boyle                                  | 18. David Boyle                                                         |  |  |       |  |  |                                             |  |  |                                   |  |
|                                         |                   | 9. Helen Boyle                                  | 19. Elizabeth Montgomerie                                               |  |  |       |  |  |                                             |  |  |                                   |  |
| 2. Charles Fergusson, VII baronetto     |                   | 9. Helen Boyle                                  |                                                                         |  |  |       |  |  |                                             |  |  |                                   |  |
|                                         |                   | 10. James Broun-Ramsay, I marchese di Dalhousie | 20. George Ramsay, IX conte di Dalhousie                                |  |  |       |  |  |                                             |  |  |                                   |  |
|                                         |                   | 10. James Broun-Ramsay, I marchese di Dalhousie | 20. George Ramsay, IX conte di Dalhousie                                |  |  |       |  |  |                                             |  |  |                                   |  |
|                                         |                   | 10. James Broun-Ramsay, I marchese di Dalhousie | 21. Christine Broun                                                     |  |  |       |  |  |                                             |  |  |                                   |  |
| 5. Edith Ramsay                         |                   | 10. James Broun-Ramsay, I marchese di Dalhousie |                                                                         |  |  |       |  |  |                                             |  |  |                                   |  |
|                                         |                   | 11. Susan Georgiana Hay                         | 22. George Hay, VIII marchese di Tweeddale                              |  |  |       |  |  |                                             |  |  |                                   |  |
|                                         |                   | 11. Susan Georgiana Hay                         | 22. George Hay, VIII marchese di Tweeddale                              |  |  |       |  |  |                                             |  |  |                                   |  |
|                                         |                   | 11. Susan Georgiana Hay                         | 23. Susan Montagu                                                       |  |  |       |  |  |                                             |  |  |                                   |  |
| 1. Bernard Fergusson, barone Ballantrae |                   | 11. Susan Georgiana Hay                         |                                                                         |  |  |       |  |  |                                             |  |  |                                   |  |
|                                         | 12. Patrick Boyle | 24. David Boyle                                 |                                                                         |  |  |       |  |  |                                             |  |  |                                   |  |
|                                         | 12. Patrick Boyle | 24. David Boyle                                 |                                                                         |  |  |       |  |  |                                             |  |  |                                   |  |
|                                         | 12. Patrick Boyle | 25. Elizabeth Montgomerie                       |                                                                         |  |  |       |  |  |                                             |  |  |                                   |  |
| 6. David Boyle, VII conte di Glasgow    | 12. Patrick Boyle |                                                 |                                                                         |  |  |       |  |  |                                             |  |  |                                   |  |
|                                         |                   | 13. Mary Frances Elphinstone-Dalrymple          | 26. Robert Dalrymple-Horn-Elphinstone of Horn and Westhall, I baronetto |  |  |       |  |  |                                             |  |  |                                   |  |
|                                         |                   | 13. Mary Frances Elphinstone-Dalrymple          | 26. Robert Dalrymple-Horn-Elphinstone of Horn and Westhall, I baronetto |  |  |       |  |  |                                             |  |  |                                   |  |
|                                         |                   | 13. Mary Frances Elphinstone-Dalrymple          | 27. Graeme Hepburn                                                      |  |  |       |  |  |                                             |  |  |                                   |  |
| 3. Alice Mary Boyle                     |                   | 13. Mary Frances Elphinstone-Dalrymple          |                                                                         |  |  |       |  |  |                                             |  |  |                                   |  |
|                                         |                   | 14. Edward Hunter-Blair, IV baronetto           | 28. David Hunter-Blair, 3rd Baronet                                     |  |  |       |  |  |                                             |  |  |                                   |  |
|                                         |                   | 14. Edward Hunter-Blair, IV baronetto           | 28. David Hunter-Blair, 3rd Baronet                                     |  |  |       |  |  |                                             |  |  |                                   |  |
|                                         |                   | 14. Edward Hunter-Blair, IV baronetto           | 29. Dorothea Hay-Mackenzie                                              |  |  |       |  |  |                                             |  |  |                                   |  |
| 7. Dorothea Hunter-Blair                |                   | 14. Edward Hunter-Blair, IV baronetto           |                                                                         |  |  |       |  |  |                                             |  |  |                                   |  |
|                                         |                   | 15. Elizabeth Wauchope                          | 30. George Wauchope                                                     |  |  |       |  |  |                                             |  |  |                                   |  |
|                                         |                   | 15. Elizabeth Wauchope                          | 30. George Wauchope                                                     |  |  |       |  |  |                                             |  |  |                                   |  |
|                                         |                   | 15. Elizabeth Wauchope                          | …                                                                       |  |  |       |  |  |                                             |  |  |                                   |  |
|                                         |                   | 15. Elizabeth Wauchope                          |                                                                         |  |  |       |  |  |                                             |  |  |                                   |  |